# Vladimír Slánský
Vladimír Slánský (30. července 1913, Mladá Boleslav – 24. srpna 1993, Mladá Boleslav) byl československý plukovník letectva v. z., v hodnosti nadporučíka vojenský pilot 311. československé bombardovací perutě RAF.

## Život
Narodil se v Mladé Boleslavi, do zahraniční armády byl odveden 2. října 1939 v Paříži. V RAF byl pilotem 311. československé bombardovací peruti. S počtem 213,4 operačních hodin (45 letů) byl druhý nejúspěšnější příslušník 311. perutě RAF.
V Anglii se též oženil.
Po osvobození Československa se vrátil do vlasti, byl pilotem ČSA. V létě roku 1950 se neúspěšně pokusil o odlet do zahraničí; byl zatčen, odsouzen k pěti letům odnětí svobody jako člen protistátní skupiny R. A. Dvorského, se kterým připravoval emigraci. Manželka Vladimíra Slánského byla odsouzena k jednomu roku.
Je pohřben na novém hřbitově v Mladé Boleslavi, v rodinném hrobě.

## Ocenění
- Dne 28. října 1991 mu byl prezidentem republiky propůjčen Řád Milana Rastislava Štefánika III. třídy, .[7]
- V únoru roku 1992 mu bylo uděleno čestné občanství Mladé Boleslavi.[5]